# José Luis Santamaría
José Luis Santamaría González (Valladolid, 28 dicembre 1968) è un ex ciclista su strada spagnolo, professionista dal 1990 al 1997.

## Palmarès

### Strada
- 1994 (Artiach, una vittoria)

5ª tappa Grande Prémio Jornal de Notícias

#### Altri successi
- 1991 (Banesto)

5ª tappa Vuelta a Burgos (Villalbilla de Burgos > Melgar de Fernamental, cronosquadre)
- 1992 (Banesto)

Criterium Zamudio

## Piazzamenti

### Grandi Giri
- Giro d'Italia

1992: 131º
1996: ritirato (8ª tappa)
- Vuelta a España

1991: fuori tempo massimo (12ª tappa)
1993: 61º
1995: ritirato (6ª tappa)

### Classiche monumento
- Liegi-Bastogne-Liegi

1991: 111º
- Giro di Lombardia

1990: 71º